# El elefante Trompita
El elefante Trompita es una popular canción infantil del músico argentino Tito Alberti (Juan Alberto Ficicchia, 1923-2009). Compuesta en 1947, alcanzó gran popularidad y ha sido muy difundida por el mundo.

## Canción
| El elefante Trompita (fragmento)                                                         | El elefante Trompita (fragmento) |
| ---------------------------------------------------------------------------------------- | -------------------------------- |
| Y la mamá le dice: «Portate bien, Trompita, si no te voy a hacer chaschás en la colita». |                                  |

La letra habla de un elefantito, que para llamar a su mamá mueve las orejas. La mamá por su parte le responde que se porte bien, porque si no ella le propinará un castigo.
La música está basada en un ritmo que simula el paso de un elefante, haciendo coincidir cada compás con las sílabas de la letra (por ejemplo: «yo / tengo-un / ele-fan-te...»), característica que constituye el atractivo principal de la melodía.

## Composición
El autor de la canción, Tito Alberti, es el padre del músico Charly Alberti, exbaterista de Soda Stereo. Este último ha dicho en referencia a su padre, la canción y la importancia de cuidar los derechos de autor:

Mi papá fue el compositor de la música del 'El elefante Trompita': mi primera mamadera de leche se llenó con las ganancias que él tuvo con la música.